# Фелікс Жуковський
Фелікс Жуковський (пол. Feliks Żukowski; 30 травня 1904 — 17 січня 1976) — польський актор театру, кіно, радіо і телебачення, також театральний режисер і директор театру.

## Біографія
Фелікс Жуковський народився в Ризі. Дебютував в театрі у Вільнюсі в 1922 році. У 1939 році після початку Другої світової війни, був призваний до армії, потрапив в полон вермахту, втік. Став членом підпільної організації Армії Крайової. У 1944—1945 роках — в'язень концтабору Заксенхаузен.
Після закінчення війни служив в різних театрах (Любліна, Вільнюса, Ченстохови, Варшави, Лодзі), був директором Театру ім. Ярача в Лодзі (в 1953—1955 і 1960—1971 роках). Виступав в спектаклях «Театру телебачення» з 1958 року і в радіопередачах.
Помер в Лодзі, похований на Старому кладовищі в Лодзі.

## Вибрана фільмографія
- 1937 — Пан редактор скаженіє / Pan redaktor szaleje
- 1938 — Роберт і Бертран
- 1947 — Заборонені пісеньки
- 1954 — П'ятеро з вулиці Барської
- 1967 — Ставка більша за життя